# Mike Finnigan
Michael Kelly Finnigan (Troy (Ohio), 26 april 1945 – Los Angeles, 11 augustus 2021) was een Amerikaanse jazz-, rock-, r&b- en bluesmuzikant (zang, toetsen, orgel). Hij werkte voornamelijk als freelance studio- en tourneemuzikant en speelde met een breed scala aan muzikanten. Zijn specialiteit was het bespelen van het Hammondorgel.

## Biografie
Finnigan werd geboren in Troy, Ohio en bezocht de Universiteit van Kansas met een basketbalbeurs. Finnigan toerde met en nam deel aan sessies voor Jimi Hendrix, Joe Cocker, Etta James, Sam Moore, Crosby Stills & Nash, Dave Mason, Buddy Guy, The Manhattan Transfer, Taj Mahal, Michael McDonald, Maria Muldaur, Peter Frampton, Cher, Ringo Starr, Leonard Cohen, Tower of Power, Rod Stewart, David Coverdale, Tracy Chapman, Los Lonely Boys, Bonnie Raitt en Saving Escape.
Finnigan nam in de late jaren 1960 Early Bird Cafe op met The Serfs, met Tom Wilson als producent. The Serfs waren destijds de huisband in een nachtclub in Wichita (Kansas). Hij nam in de jaren 1970 twee soloplaten op, waarvan een met Jerry Wood. Later werkte hij samen met de twee andere Columbia Records-artiesten Les Dudek en Jim Krueger, met wie hij in 1978 DFK (Dudek, Finnigan en Krueger) oprichtte. Meer recentelijk stond zijn werk op een cd van The Finnigan Brothers (NashFilms Records), een samenwerking met zijn jongere broer Sean en medeoprichter Robb Royer van Bread. Hij won tweemaal een Blues Music Award (voorheen W.C. Handy Award) voor zijn werk met Taj Mahal als lid van de Phantom Blues Band. Finnigan is altijd politiek actief geweest en leverde jarenlang regelmatig bijdragen aan de weblog Crooks and Liars.
In 2013 en 2014 werd Finnigan genomineerd voor een Blues Music Award in de categorie Pinetop Perkins Piano Player.
Hij overleed aan de gevolgen van nierkanker in het Ceder Sinai Medical Center in Los Angeles op 76-jarige leeftijd.

## Discografie, als gastmuzikant en eigen albums
- 1969: The Early Bird Cafe van de band The Serfs, Capitol Records
- 1968: Jimi Hendrix - Electric Ladyland
- 1970: The Jerry Hahn Brotherhood - The Jerry Hahn Brotherhood
- 1971: Hammond, zang op Whirlwind van Tom Bolin.
- 1971: toetsen, zang op het album How Hard It Is van Big Brother and the Holding Company.
- 1972: Band Finnigan And Wood met Crazed Hipsters
- 1974: Dave Mason - Dave Mason
  - 1976: Mike Finnigan - Mike Finnigan (eerste album)[2]
- 1977: Peter Frampton - I'm In You
- 1977: Dave Mason - Let It Flow
  - 1978: Mike Finnigan met Black & White, in de Verenigde Staten bij Columbia, in Nederland bij CBS Records International (tweede album)[2]
- 1978: Les Dudek - Ghost Town Parade
- 1978: Jim Krueger – Sweet Salvation
- 1978: orgel, zang (achtergrond) voor Ben Sidran op A Little Kiss in the Night
- 1979: The Dudek Finnigan Krueger Band, Special Tour Sampler
- 1980: The Dudek Finnigan Krueger Band - DFK
- 1980: Lid van de band Black Rose met Cher en Les Dudek
- 1982: Crosby, Stills & Nash - Daylight Again
- 1983: Crosby, Stills & Nash - Allies
- 1988: Crosby, Stills & Nash & Young - American Dream
- 1993: Buddy Guy - Feels Like Rain
- 1994: Crosby, Stills & Nash - After The Storm
- 2000: Tracy Chapman - Telling Stories
- 2004: Clavinet, hammondorgel
- 2005: orgel, piano, zang op dvd Taj Mahal & The Phantom Blues Band Live In St. Lucia
- 2006: orgel, piano, zang voor The Phantom Blues Band, Out of the Shadows
- 2006: Keb' Mo' - Suitcase
- 2007: Joe Cocker - Hymn For My Soul
- 2007: orgel, piano, zang voor The Phantom Blues Band, Footprints
- 2010: Imus Ranch Record II - Part Time Love (met de Phantom Blues Band)
- 2010: Mike Finnigan bij het label Wounded Bird
- 2010: Willie Basse - Break Away, Rock's Cool Music Publishing, New Empire Media, (Mike Finnigan op keyboards)
  - 2011: Finnigan & Wood - It's Only a Rock and Roll Show (opgenomen in 1971, niet eerder uitgebracht) (derde album) - met Jerry Wood[2]
- 2012: Bonnie Raitt - Slipstream
- 2013: Eric Burdon - Til Your River Runs Dry
- 2013: Mike Finnigan (Remaster) bij WEA
- 2013: Kara Grainger - Shiver & Sigh
- 2014: keyboards, orgel, zang (achtergrond) voor Dave Mason's Futures Past
- 2014: piano, orgel voor Hilary Scott's album Freight Train Love
- 2016: keyboards voor Annika Chambers album, Wild & Free

- Gemeinsame Normdatei: 134573102
- International Standard Name Identifier: 0000 0000 8707 8388
- Library of Congress Control Number: n93042518
- MusicBrainz: 77313643-5ac6-44b8-8cba-f8d839aab81e
- Virtual International Authority File: 48437462
- WorldCat: E39PBJxCtpHYf9rcJtxfq7fKBP